# 猴场镇 (紫云县)
猴场镇，是中华人民共和国贵州省安顺市紫云苗族布依族自治县下辖的一个乡镇级行政单位。

## 行政区划
猴场镇下辖以下地区：
猴场村、坪洋村、曙光村、平坝村、麻思平村、猫场村、田坝村、瓦厂村、新龙堡村、打囊村、大田村、四合村、小湾村、坪上村、腾道村、田堡村、尅座村、打哈村、打联村、塘贯村、冗瓦村、黎明村、高山村、猫寨村、马寨村和茶山村。